# Nalčik
Nalčik (nebo také Nal'čik, v ruštině pak На́льчик a v kabardo-čerkeštině Налшык) je hlavní město Kabardsko-balkarské republiky Ruské federace. Žije zde přibližně 265 tisíc obyvatel.

## Historie

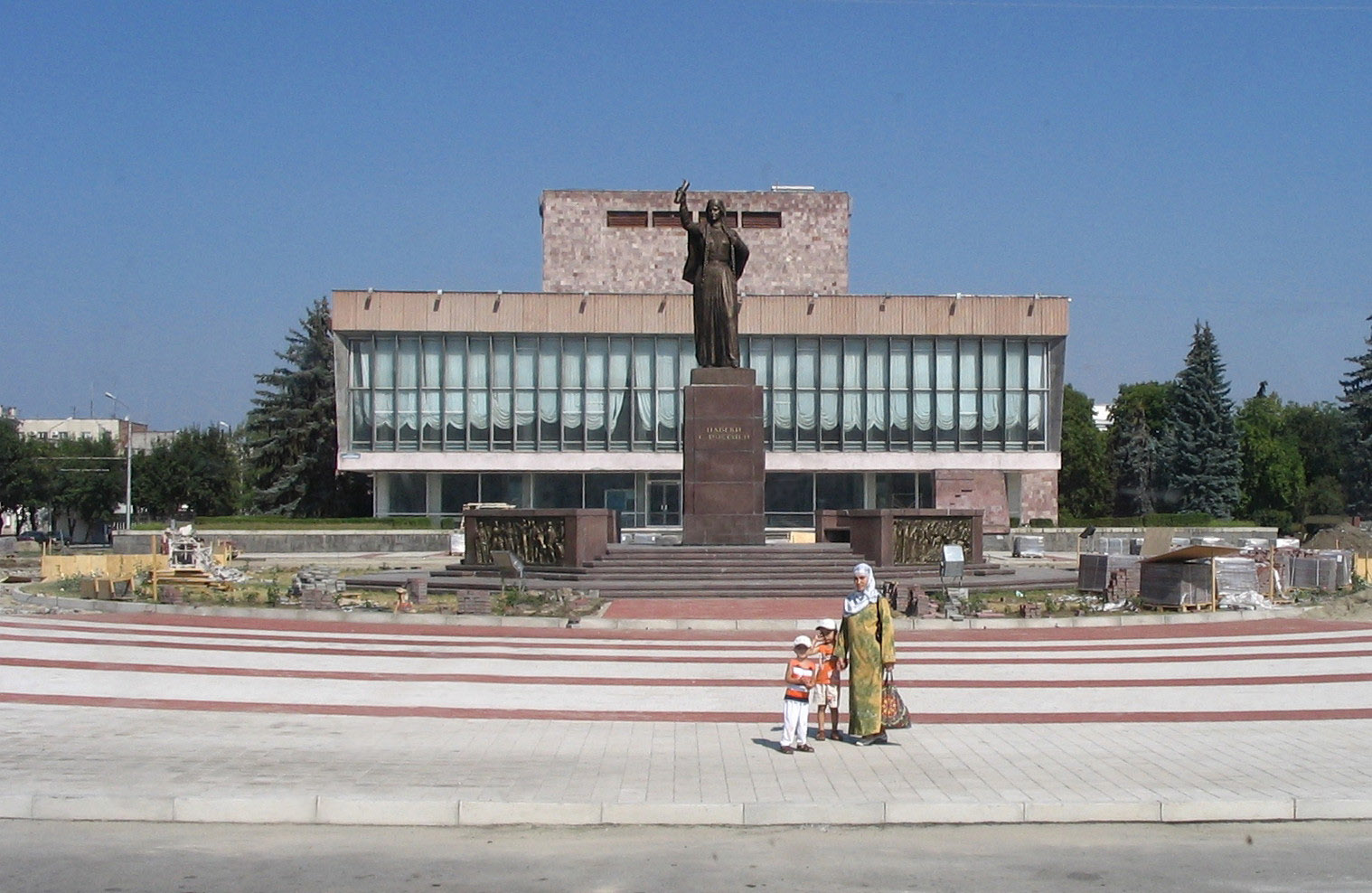
Pomník Навеки с Россией (S Ruskem navěky)

Okolí dnešního města Nalčiku bylo osídlené původně Balkary a Kabarďany; existence moderního města je datována od 19. století. V roce 1818 tu Rusové postavili pevnost, tento rok byl až do roku 1999 ve znaku města. Až do Říjnové revoluce byl Nalčik poměrně nevýznamným sídlem, roku 1921 získal ale statut města a se centrem nově vzniklé Kabardsko-balkarské autonomní oblasti. Mezi 28. říjnem 1942 a 3. lednem 1943 okupovala město nacistická vojska, bylo velmi poškozeno. V roce 2005 tu zaútočili ozbrojenci na budovy úřadů Ruské federace, při tomto útoku bylo zabito nejméně 136 lidí.
Ve ekonomice města hraje významnou roli strojírenství, hutnictví, zpracování dřeva a potravinářský průmysl.

## Sport
- PFK Spartak Nalčik – fotbalový klub

## Slavní rodáci
- Viktor Ivanovič Bělenko (* 1947) – americký letecký technik
- Jurij Vladimirovič Dubinin (1930–2013) – sovětský a ruský diplomat
- Alim Gadanov (* 1983) – ruský zápasník–judista a sambista
- Bilal Machov (* 1987) – ruský zápasník, olympijský medailista z roku 2012
- Chasanbi Taov (* 1977) – ruský zápasník–judista a sambista

## Partnerská města
- Ammán, Jordánsko
- Kayseri, Turecko
- Reno, Spojené státy americké
- Vladikavkaz, Rusko